# Brenda

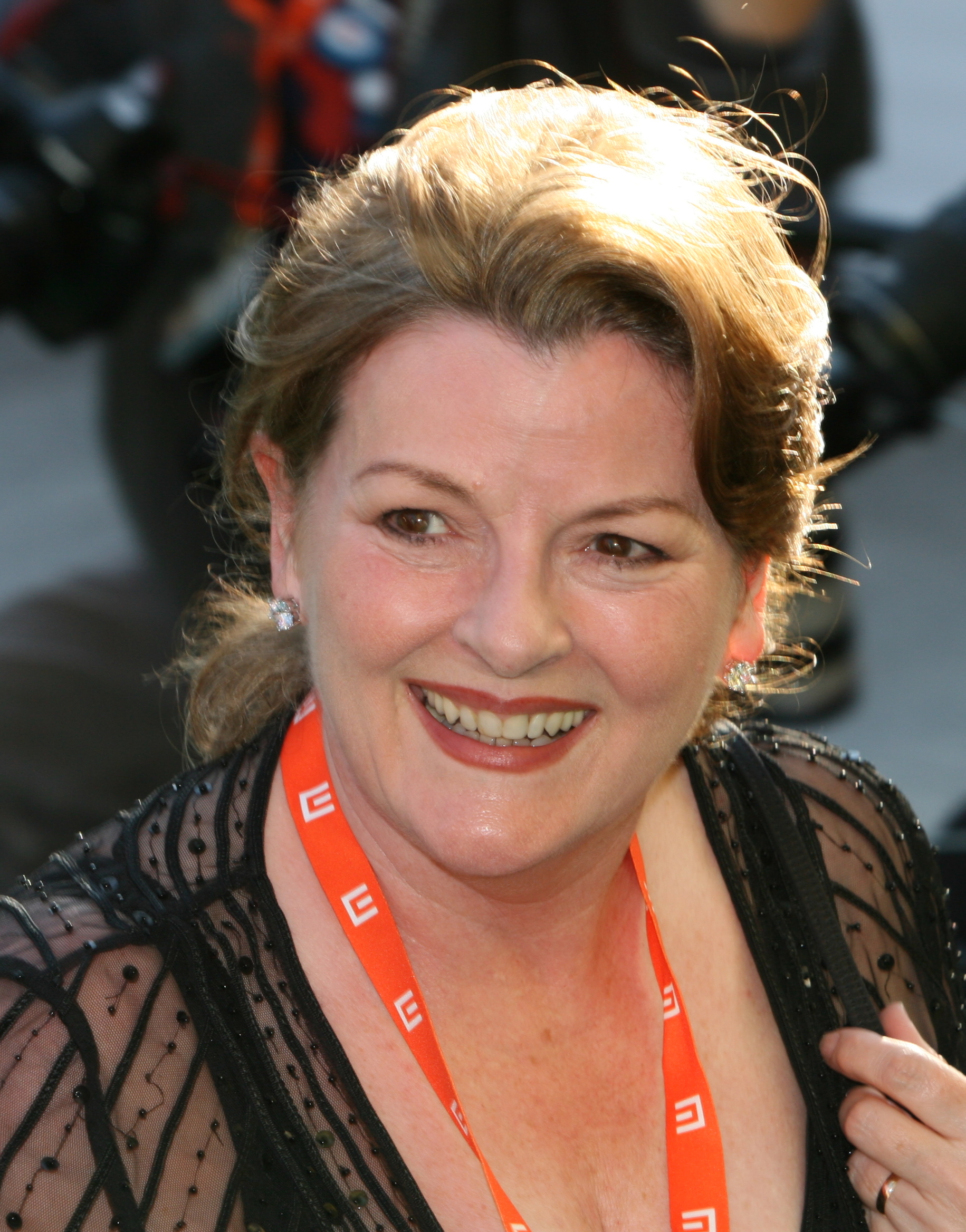
Brenda Blethyn

Brenda är ett engelskt namn som eventuellt är besläktat med det fornnordiska namnet Brand som betyder svärdsklinga.
Den 31 december 2014 fanns det totalt 197 kvinnor folkbokförda i Sverige med namnet Brenda, varav 155 bar det som tilltalsnamn.
Namnsdag: saknas

## Personer vid namn Brenda
- Brenda Benet, amerikansk skådespelare
- Brenda Blethyn, brittisk skådespelare
- Brenda Fassie, sydafrikansk sångerska
- Brenda Fricker, irländsk skådespelare
- Brenda Jones, australisk friidrottare
- Brenda Joyce, amerikansk författare
- Brenda Joyce, amerikansk skådespelare
- Brenda Lee, amerikansk sångerska
- Brenda Song, amerikansk skådespelare och sångerska
- Brenda Strong, amerikansk skådespelare
- Brenda Vaccaro, amerikansk skådespelare

## Fiktiva personer vid namn Brenda
- Brenda Walsh, en av huvudpersonerna i tv-serien Beverly Hills